# H.A. Flindt
 Der er flere personer med dette navn, se Henrik August Flindt (officer).
Henrik (Henry) August Flindt (født 24. marts 1822 i Aarhus, død 19. januar 1901 på Frederiksberg) var en dansk landskabsgartner og haveinspektør. Han har blandt andet udformet Ørstedsparken, Botanisk Have og Østre Anlæg på det tidligere voldterræn i København.

## Uddannelse og udlandsrejser
Flindt er født i Aarhus 24. april 1822. Faren var brigadegeneral C.L.H. Flindt (død 1856). Sin første gartneriske uddannelse fik Flindt i Fredensborg og Rosenborg slotshaver i årene 1839-1844. Efter at han 1844 havde underkastet sig almindelig gartnereksamen, blev han ansat som undergartner i Bregentved have. 1846 tiltrådte han en uddannelsesrejse til Hamborg, Skotland og England, hvorfra han vendte tilbage 1851. Under hans ophold i Fredensborg Slotshave, hvor etatsråd Rudolph Rothe dengang var slotsgartner, blev der bibragt Flindt en levende interesse for landskabsgartnerisk virksomhed, og da han vendte tilbage fra sin udlandsrejse, kastede han sig særlig over denne Side af gartneriet. Han har på dette område udfoldet en meget rig virksomhed og har ved anlægget af mangfoldige private haver og offentlige anlæg sat sig et minde, der vil bevare hans navn som en betydelig landskabsgartner. 1871 tilkaldtes han af Komiteen for Københavns Universitets botaniske haves flytning til at assistere ved den nye haves anlæg. Endvidere har han anlagt Ørstedsparken og parken omkring Helmers Bastion.

## Slotshaver
Blandt arbejder uden for København, som særlig fortjene at fremdrages, kan nævnes Charlottenlund Slotspark, Rosenfeldt ved Vordingborg, Klintholm på Møn, endvidere haverne ved Egeskov, Glorup, Ravnholt og Juelsberg på Fyn, Valdemars Slot på Tåsinge, Næsbyholm, Häckeberga, Bellingaryd og Ronneby Brøndanstalt i Sverige samt Haseldorf i Holsten. 1884 indtrådte Flindt i den af Finansministeriet nedsatte kommission til forelæggelse af en plan til behandlingen af Jægersborg Dyrehave og Charlottenlund Skov for de følgende 20 år. I årene 1872-1889 var han et virksomt medlem af Det Kongelige Danske Haveselskabs bestyrelse og indlagde sig særlig fortjeneste ved flytningen af Selskabets have og anlægget af den nye have i Frederiksberg Slots gamle driverihave. 1877 blev Flindt ansat som inspektør over de kongelige lysthaver, i hvilken stilling han har haft rig lejlighed til at udnytte sin ualmindelige begavelse og mangeårige erfaring på landskabsgartneriets område.
Han blev Ridder af Dannebrog 1874, Dannebrogsmand 1888 og Kommandør af 2. grad 1893. Han er begravet på Solbjerg Parkkirkegård. Der findes en buste i Botanisk Museum.
Flindt ægtede den 9. januar 1861 en datter af løjtnant Holm i Marinen, Oligra Petrine Constance Holm.